# DUT1

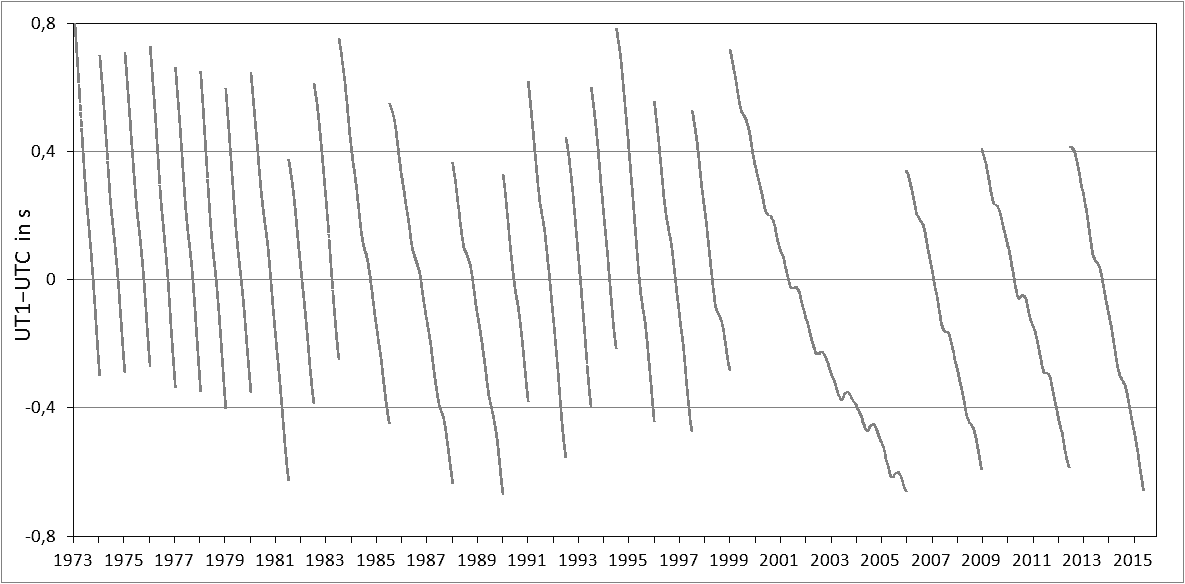
Die Differenz zwischen UT1 (proportional zur Erdrotation) und UTC (von Atomuhren abgeleitet, mit Schaltsekunden) von Anfang 1973 bis Mitte 2015

Als Zeitkorrektur DUT1 (Difference to Universal Time 1) wird in Geowissenschaften und Astronomie die auf Zehntelsekunde gerundete, vom IERS festgelegte und von manchen Zeitzeichensendern ausgestrahlte Differenz zwischen der mit Atomuhren gemessenen koordinierten Weltzeit UTC und der durch die Erdrotation definierten Weltzeit UT1 bezeichnet.
Es gilt also
DUT1 ≈ UT1 − UTC auf 0,1 s genau.
Darin ist
- UT1 die mit der Erdrotation gekoppelte (also nicht völlig gleichförmige) Zeitskala
- UTC die mit der Atomzeit TAI gekoppelte Koordinierte Weltzeit, welche von den Zeitzeichen-Radiosendern verbreitet wird.

Die Differenz UT1 − UTC und damit die Zeitkorrektur DUT1 wird laufend bestimmt, indem man UT1 durch Methoden der Astrometrie misst (z. B. mit CCD-Meridiankreis oder VLBI) und mit dem Zeitsignal UTC vergleicht.
Zusammen mit den Polkoordinaten x und y bildet die Differenz UT1 − UTC die drei Erdrotationsparameter (ERP).
Weil unser Zeitsystem die mittlere Sekunde von 1900 bis 1905 zur Basis hat und die Erdrotation seither um rund 0,002 Sekunden pro Tag langsamer geworden ist, ändert sich UT1 − UTC pro Tag durchschnittlich um 0 bis 3 Millisekunden (meist in negativer Richtung): beispielsweise vom 20. bis zum 25. Mai 2005 von −0,6125 auf −0,6164 Sekunden. Ausnahmsweise hat sie danach bis September 2005 auf −0,595 s zugenommen – was selten vorkommt, aber dank guter Modelle der Geodynamik genügend genau vorausberechnet werden kann.
In internationalen Vereinbarungen der wissenschaftlichen Dachverbände (insbesondere der IUGG und IAU) und der staatlichen Metrologie-Institute wurde geregelt, dass UT1 − UTC keine absoluten Werte größer oder gleich 0,9 Sekunden annehmen soll, damit die Weltzeitskala nicht zu weit von den astronomischen Gegebenheiten abweicht: Bevor UT1 − UTC den absoluten Wert von 0,9 Sekunden überschreitet, wird zum 30. Juni oder zum 31. Dezember eine Schaltsekunde eingefügt.
Zuständig für die Überwachung der Erdrotation und damit für die Bestimmung von UT1 − UTC und damit DUT1 ist der Internationale Dienst für Erdrotation und Referenzsysteme (englisch International Earth Rotation and Reference Systems Service, IERS), der den aktuellen Wert von DUT1 alle sechs Monate in seinem Bulletin D bekannt gibt.
Der aktuelle Wert von DUT1 wurde im IERS-Bulletin D vom 20. Juni 2025 auf 0,1 s ab dem 10. Juli 2025, 0 Uhr UTC, festgelegt, er wird von diesem Zeitpunkt an mit verschiedenen Zeitsignalen übertragen.